# Лухская крепость
Лухская крепость или Лухский кремль — бывшая дерево-земляная крепость в городе Лух (ныне посёлок городского типа в Ивановской области). Была расположена в центре современного посёлка у одноимённой реки и являлась историческом ядром города. В настоящее время представляет собой городище.

## История
Лух был впервые упомянут как митрополичье владение в 1404 году. В 1429 году он была разорён большой татарской ратью под предводительством Махмуда, но затем вновь отстроен. Во время московско-казанской войны 1437—1445 годов Лух был повторно разорён казанскими татарами зимой 1445 года. Крепость в Лухе, судя по её правильному геометрическому плану, возвели не ранее конца XV века, когда городок принадлежал княжескому роду Бельских. После взятия Казани русскими войсками в 1552 году Лух во многом утратил военное значение. В 1608—1609 годах крепость не раз переходила из рук в руки во время боёв отрядов «тушинского вора» Лжедмитрия II с местным ополчением, также город был «разбит» в 1618 году литовцами. К середине XVII века Лухская крепость пришла в совершенно негодное состояние, опись 1677—1678 фиксирует её полное разрушение. 

## Городище
Кремль располагался на высоком плато, возывшающемся на 12 м над рекой. Земляные валы Лухской крепости сохранились почти без изменений до нашего времени. Они представляют собой насыпь высотой 4-5 м и протяженностью 295 м. Внутри валы имеют деревянную конструкцию, что характерно для оборонительных сооружений периода XIV — первой половины XV века. Она представляет собой деревянные городни-срубы, сложенные из жердей, рубленных «в лапу». За валами с северной, восточной и южной стороны выкопан ров глубиной 3—4 м. С западной стороны крепость была защищена крутым склоном террасы. В восточном валу устроен проём для въездных ворот шириной десять метров.
В плане крепость имела вид неправильного четырёхугольника размерами 115×66 м. В поперечном сечении валы имеют трапециевидную форму, ширина основания — 20-30 м, ширина по гребню — 5-8 м. Правильная геометрическая форма необычна для крепостей XV века и более типична для крепостей XVII—XVIII веков в Сибири, которые, однако, уже не имели валов столь значительных размеров. Крепость примечательна ещё и отсутствием укреплений с западной стороны. Одним из объяснений могут быть исторические изменения русла реки Лух, которая могла размыть западную сторону вала. Доказательств этому, однако, пока нет.
Построек внутри кремля не было, лишь позднее здесь отстроили воеводский двор. Напротив крепости находился посад с четырьмя деревянными храмами: шатровым Успенским собором, шатровой церковью Святых Козьмы и Дамиана и «клецкими» — Святой Параскевы Пятницы и Святого Николы Чудотворца. На посаде располагался торг, административные постройки и осадные дворые местных дворян и детей боярских.
Городище не раз обследовалось археологами. Культурный слой на нём составляет до 70 см.
Площадка городища площадью 0,6 га сегодня занята городским парком. На валу возведена модель ворот с въездной башней, которые не имеют никакой связи с реально существовавшими укреплениями средневекового Луха, однако привлекают туристов.